# N971 (België)
De N971 is een gewestweg in de Belgische provincie Namen. Deze weg verbindt Anhée met Denée en loopt door de vallei van de Molignée.
De totale lengte van de N971 bedraagt ongeveer 15 kilometer.

## Plaatsen langs de N971
- Anhée
- Warnant
- Foy
- Sosoye
- Maredsous
- Denée